# Jean Bapteur
Jean Bapteur est un peintre et enlumineur suisse actif entre 1427 et 1458, peut-être originaire de Fribourg. Il a travaillé pour la cour des ducs de Savoie.

## Biographie

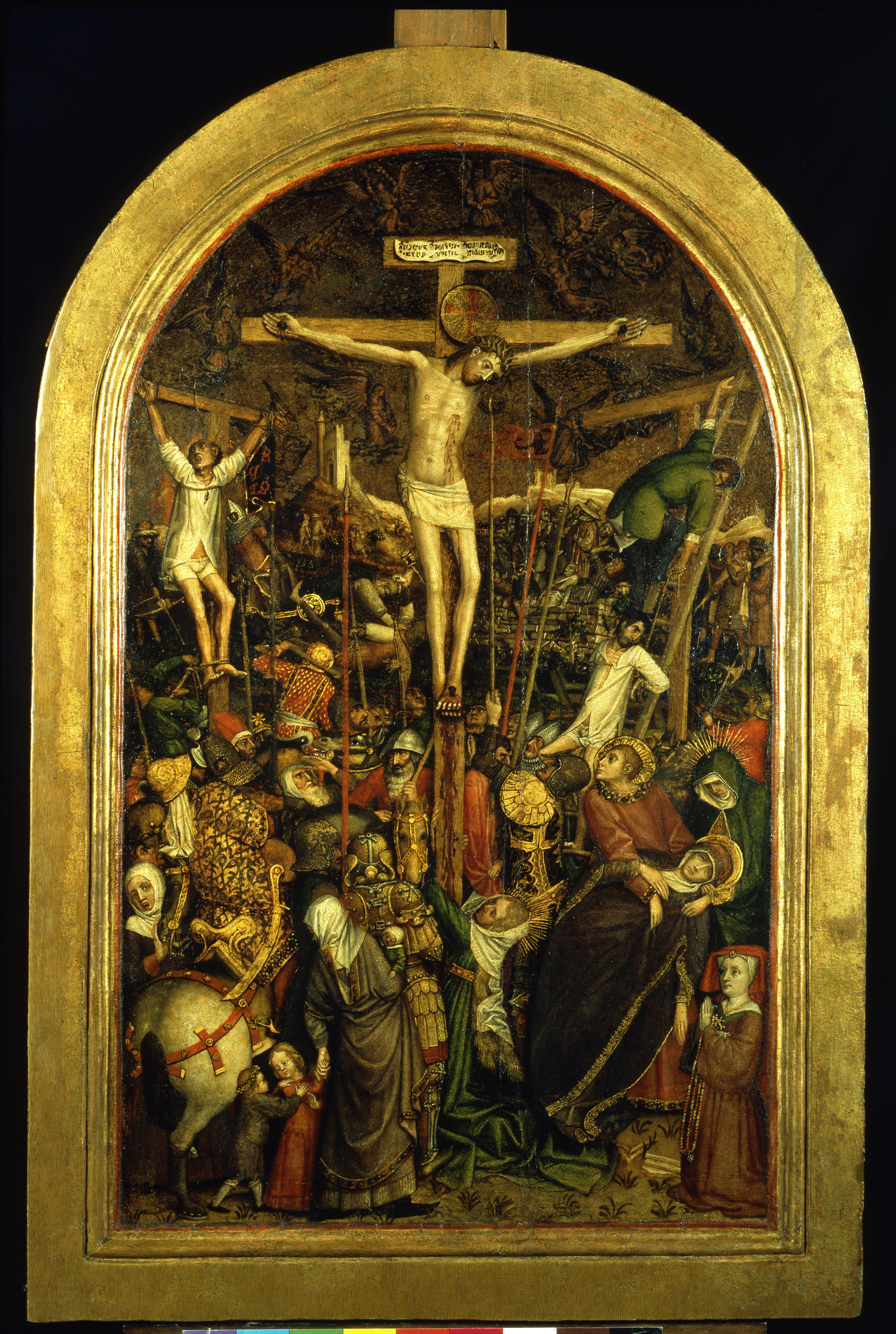
Cercle de Jean Bapteur : Crucifixion avec donatrice (1440-1445)

Il est attesté en 1427 à Genève, où il a résidé[réf. souhaitée], puis en 1428 à Morges, où il travaille à la fameuse Apocalypse des Ducs de Savoie. Sa dernière mention date de 1458, à Morges. Il est aussi nommé Jean le peintre.
Il a travaillé pour la cour du duc de Savoie Amédée VIII, puis de son fils Louis Ier. À partir de 1430, il remplace Giacomo Jaquerio comme peintre à la cour de Savoie. Il a installé un atelier d'enlumineur au château de Thonon.
Le style de Jean Bapteur suggère une formation franco-flamande acquise probablement au cours de séjours en Bourgogne et en Flandres. Il a été attiré par les miniatures des frères Limbourg pour Les Très Riches Heures du duc de Berry. Mais le séjour qu'il a fait en Italie en 1427, visitant les villes de Milan, Lodi, Bologne, Padoue, Sienne et Florence entre autres. Il a notamment pu voir les fresques de Giotto à la chapelle de l'Arena de Padoue, d'Ambrogio Lorenzetti au Palazzo Pubblico de Sienne ou encore le travail des enlumineurs milanais, dont il a repris le modèle.
Peintre décorateur, il a exécuté des patrons de tapisseries et de tentures funéraires, il a décoré des lances, des chars et des barques d'apparat pour des fêtes, des écussons, des étendards et des ornements liturgiques et il a conçu des costumes, masques et accessoires de théâtre. En peinture murale, il a peint les armes de Savoie sur des portes de la ville de Fribourg, en 1453.

## Œuvres attribuées

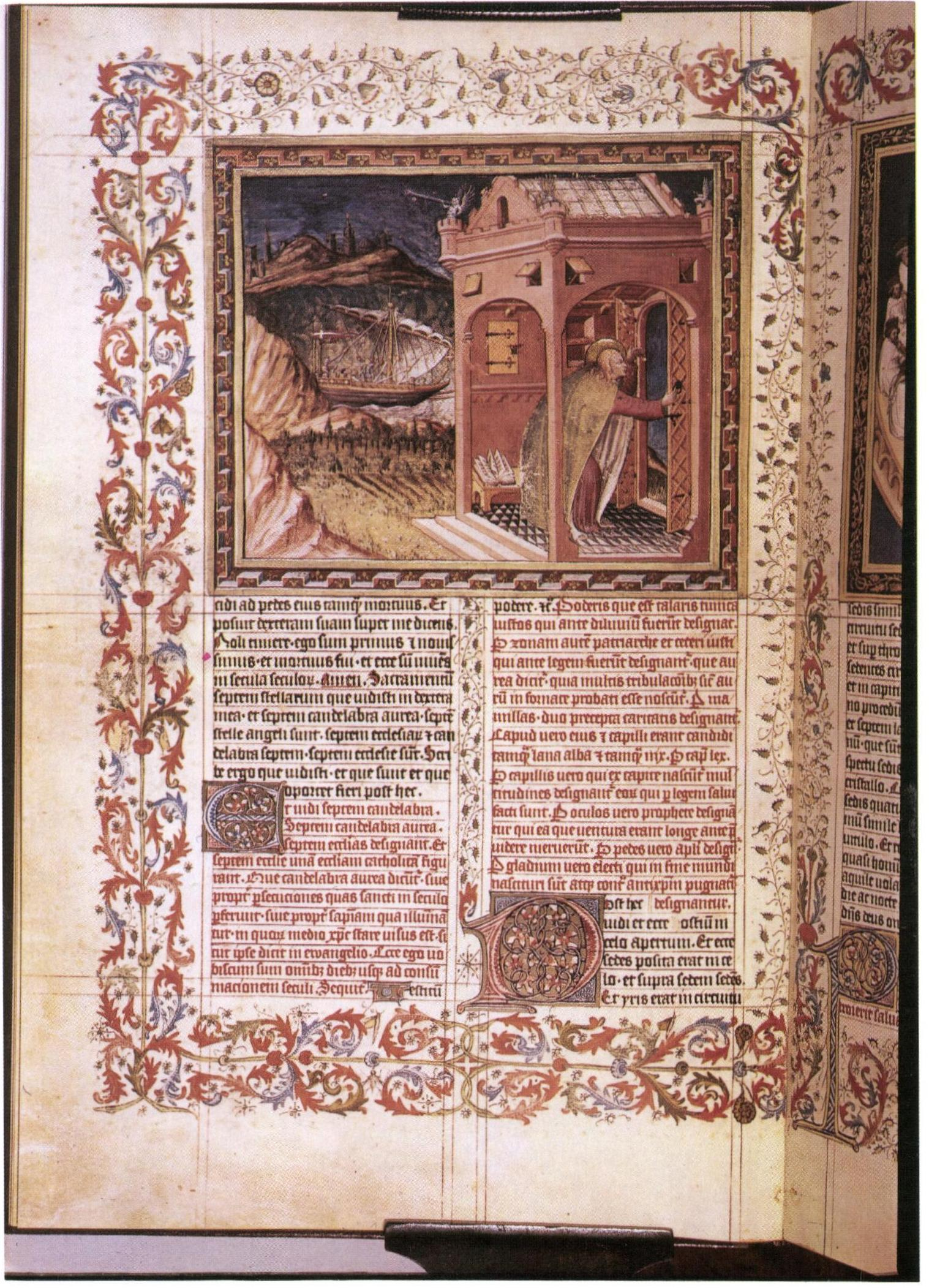
Apocalypse figurée des ducs de Savoie, folio 3v.

Les enluminures de la première partie du manuscrit de l'Apocalypse figurée des ducs de Savoie sont le seul ouvrage qui lui soit attribuable avec certitude, conservées aujourd'hui dans la bibliothèque de l'Escurial. La partie attribuée à Jean Bapteur est réalisée entre 1428 et 1434. Il a été secondé par Peronet Lamy pendant les trois dernières années. Le manuscrit est achevé par Jean Colombe, dès 1490. On lui attribue également le frontispisce du De doctrina dicendi d’Albertano de Brescia (Bruxelles, Bibliothèque royale de Belgique, ms. 10317-18, fol. 1) ainsi qu'en 1437 le Titre de noblesse des Destri (Lausanne, Archives cantonales vaudoises, inv. 559). Il pourrait avoir participé au décor des Heures de Saluces (Londres, British Library, Add. 27697, fol. 64v) entre 1451 et 1455.
D'après des similitudes stylistiques avec le manuscrit de l'Apocalypse, on lui a attribué les peintures murales du cloître de l'abbaye d'Abondance. Par leur style qui rappelle celui de Giotto, ces peintures ont été datées des années 1430 et montrent aussi la proximité du style de Jean Bapteur avec celui de Jaquerio.
On a récemment attribué à Jean Bapteur le panneau de la Crucifixion du Museo Civico d'arte antica de Turin au Palazzo Madama, daté de 1440-1445.